# Benedikt Stay Stojković
Benedikt Stay Stojković (Dubrovnik, 1714. ‒ Rim, 25. veljače 1801.), hrvatski katolički svećenik, isusovac, pjesnik i latinist.
Bio je profesor retorike povijesti na Visokoj papinskoj školi Sapienza u Rimu te je obavljao razne službe u Vatikanu. Objavio je spjevove u Descartesovoj i Newtonovoj filozofiji, s bilješkama i komentarima Ruđera Boškovića. Iako je bio više učenjak i filolog nego pjesnik, po tim je spjevovima proglašen Lukrecijem XVIII. st. 